# Sonja Ablinger

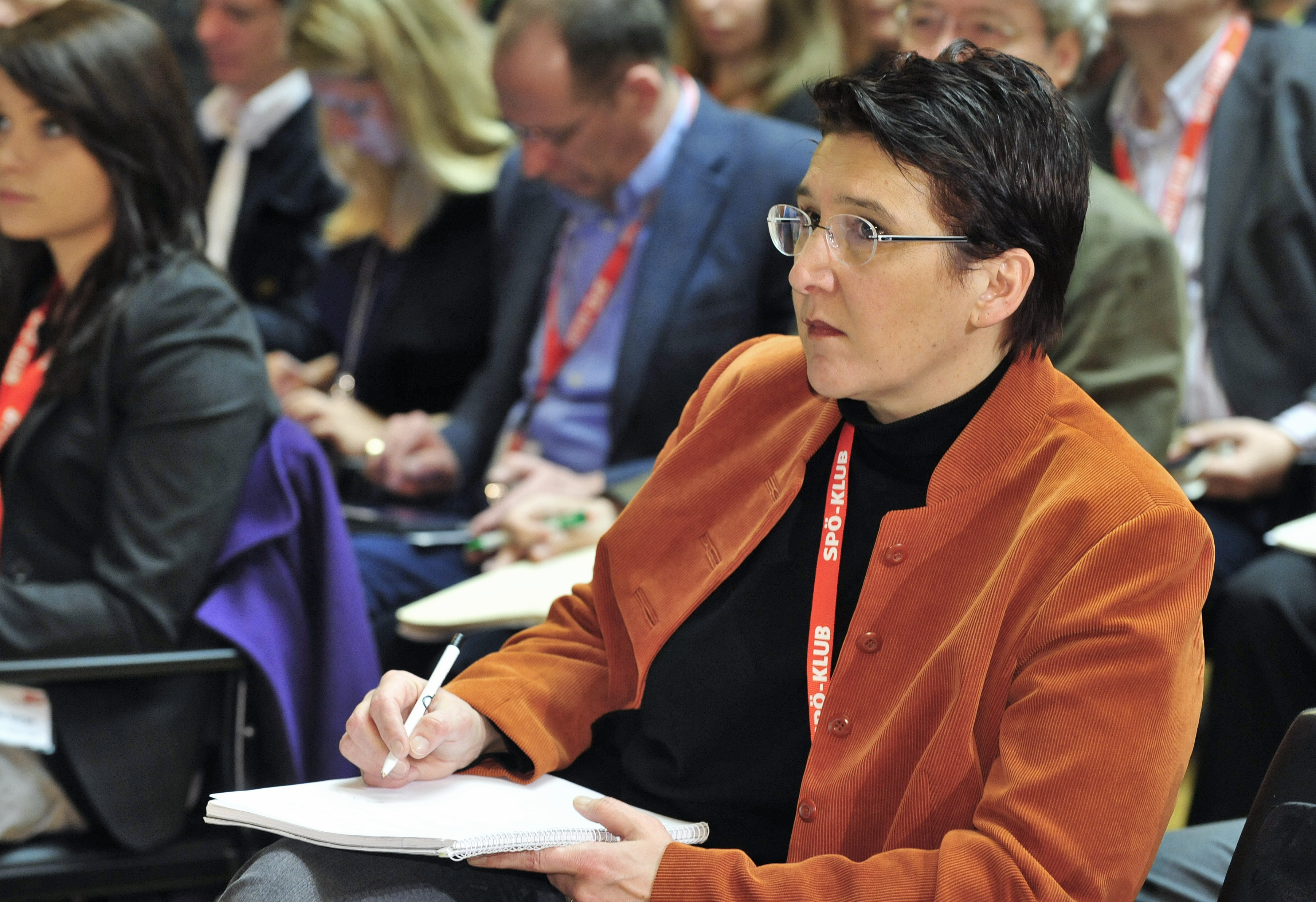
Sonja Ablinger 2011

Sonja Ablinger (* 12. Mai 1966 in Wels, Oberösterreich) ist eine österreichische Politikerin (parteifrei, ehemals SPÖ) und war Abgeordnete zum österreichischen Nationalrat.

## Ausbildung und Beruf
Sonja Ablinger besuchte nach der Volks- und Hauptschule ab 1980 das BORG Linz, das sie 1984 mit der Matura abschloss. Sie studierte zwischen 1984 und 1986 Soziologie an der Johannes Kepler Universität Linz und wechselte danach an die Pädagogische Akademie Linz, an der sie 1989 die Lehramtsprüfung für Englisch und Geschichte ablegte.
Ablinger war zwischen 1989 und 1990 beim Österreichischen Informationsdienst für Entwicklungspolitik angestellt und begann danach ihre Tätigkeit an verschiedenen Hauptschulen in Oberösterreich und Wien. Sie war von 1990 bis 1991 an der Hauptschule Garsten/Steyr sowie in Wien tätig, unterrichtete von 1995 bis 2000 an der Hauptschule 1 in Enns und ist seit 2000 an der Hauptschule 2 in Ansfelden, Stadtteil Haid tätig. Von 1991 bis 1992 war sie zudem Bundessekretärin der Sozialistischen Jugend Österreichs.

## Politik
Sonja Ablinger startete ihre politische Laufbahn in der Sozialistischen Jugend Linz, wo sie von 1985 bis 1991 Mitglied des Bezirksvorstandes war. Zwischen 1992 und 2000 hatte sie die Funktion der Vorsitzenden der Jungen SPÖ Linz inne. Ablinger war von 1992 bis 2004 Mitglied des Bezirksparteivorstandes der SPÖ Linz und ist seit 1992 Mitglied des Landesfrauenvorstandes der SPÖ Oberösterreich. 2005 wurde sie zur Landesfrauenvorsitzenden gewählt, seit 1998 ist sie zudem Vorsitzende der Interventionsstelle gegen Gewalt in der Familie Oberösterreich (Gewaltschutzzentrum).
Ablinger vertrat die SPÖ zwischen dem 15. Jänner 1996 und dem 28. Oktober 1999 im Nationalrat und übte diese Funktion vom 16. Jänner 2007 bis 28. Oktober 2013 erneut aus. Vom Herbst 2009 bis zu ihrem Ausscheiden aus dem Nationalrat war sie Kultursprecherin des sozialdemokratischen Parlamentsklubs.
In der Legislaturperiode bis 2013 war sie Mitglied in folgenden Ausschüssen:
Unterausschuss des Unterrichtsausschusses, Ausschuss für Menschenrechte, Gleichbehandlungsausschuss, Kulturausschuss, Unterrichtsausschuss, Volksanwaltschaftsausschuss
Nach dem Ableben der amtierenden Nationalratspräsidentin Barbara Prammer im Sommer 2014 kam es bei der Nachbesetzung des Mandats zu parteiinternen Kontroversen, da entsprechend der Landesliste nicht eine Frau, sondern Gewerkschafter Walter Schopf zum Zug kam. Mit Berufung auf die im Parteistatut festgeschriebene Quotenregelung forderten die SPÖ-Frauen eine Frau als Nachfolgerin im Nationalrat, konnten sich jedoch nicht durchsetzen. Am 18. September 2014 gab Ablinger schließlich ihren Rücktritt als Landesfrauenvorsitzende der oberösterreichischen SPÖ per Jahresende bekannt.
Am 8. Juni 2015 gab Sonja Ablinger ihren Austritt aus der SPÖ bekannt. Als Grund nannte sie eine Koalition zwischen SPÖ und FPÖ in der Landesregierung Burgenlands, welche ihrer Meinung nach untragbar für eine sozialdemokratische Partei sei. Zuvor wurde von der FPÖ vor der Asylwerberunterkunft Erdberg in Wien gegen gerade ankommende Flüchtlinge demonstriert. In einem Interview in der Tageszeitung Kurier äußerte sie sich folgendermaßen zu ihrem Austritt: Die stolze Partei der Entrechteten ist zu einer Partei geworden, die sich nicht geniert, mit den Rechten zu koalieren.

## Privates
Sonja Ablinger ist verheiratet mit Bernd Dobesberger und hat einen Sohn (* 1993).